# Мост, Гленн
Гленн Уоррен Мост (Glenn Warren Most; род. 12 июня 1952 г., Майами) — американский антиковед и филолог-классик, специалист по древнегреческой филологии. Профессор, PhD, Dr. phil. (обе — 1980), член Американского философского общества (2015). Преподаёт в Чикагском университете (с 1996) и Высшей нормальной школе в Пизе (с 2001), член MPIWG (с 2010). Лауреат Anneliese-Maier-Forschungspreis (2016), премии имени Лейбница (1994), а также Ausonius-Preis (2010).
Отец — врач, мать — биохимик.
Учился в США и Европе, окончил Гарвард (бакалавр, 1972), Йель (магистр, 1978), обладатель двух докторских степеней — по древнегреческой филологии D.Phil., полученной в Тюбингене, и по сравнительному литературоведению — Ph.D. (Йель). Преподавал в Йельском (1978, приглашённый лектор теории литературы), Принстонском (1982-1983, меллонский фелло Американской академии в Риме), Мичиганском (1993, приглашённый фелло), Сиенском, Инсбрукском и Гейдельбергском (в последнем — 1979-1980, ассистент классики) университетах, а также как приглашённый преподаватель в Коллеж де Франс (2003) и Университете Париж IV Сорбонна (2006). С 1996 года переназначающийся приглашённый профессор Committee on Social Thought Чикагского университета, с 2001 года одновременно профессор греческой филологии Высшей нормальной школы в Пизе, а с 2010 года ещё и внешний научный член Max Planck Institute for the History of Science в Берлине (MPIWG).
Член редколлегий ряда научных журналов.
Сотрудничал с Karine Chemla и Dagmar Schäfer.
В 1988 году фелло WZB Berlin Social Science Center.
Член Американской академии искусств и наук (2008).
Автор многих работ, книг по классике, античной философии, истории и методологии классических штудий, сравнительному литературоведению, культурологии, истории религии, теории литературы, истории искусства, современной философии и литературе. Помимо английского, публиковался на французском и немецком.

## Публикации
- The Poetics of Murder: Detective Fiction and Literary Theory, ed. with W.W. Stowe (1983)
- The Measures of Praise: Structure and function in Pindar’s Second Pythian and Seventh Nemean Odes = Hypomnemata 83 (1985)
- F.A. Wolf: Prolegomena to Homer, ed. with A.T. Grafton and J.E.G. Zetzel (1985)
- Theophrasus, Metaphisics, ed. with A. Laks (1993)
- Studies on the Derveni Papyrus, ed. with A. Laks (1997)
- Raffael, Die Schule von Athen. Über das Lesen der Bilder (1999, на итал. 2001)
- Ancient Anger: Perspectives from Homer to Galen (2003)
- The Classical Tradition (2010)
- Doubting Thomas (2011)
- Early Greek Philosophy 1-9 (2016)